# 팀 케인

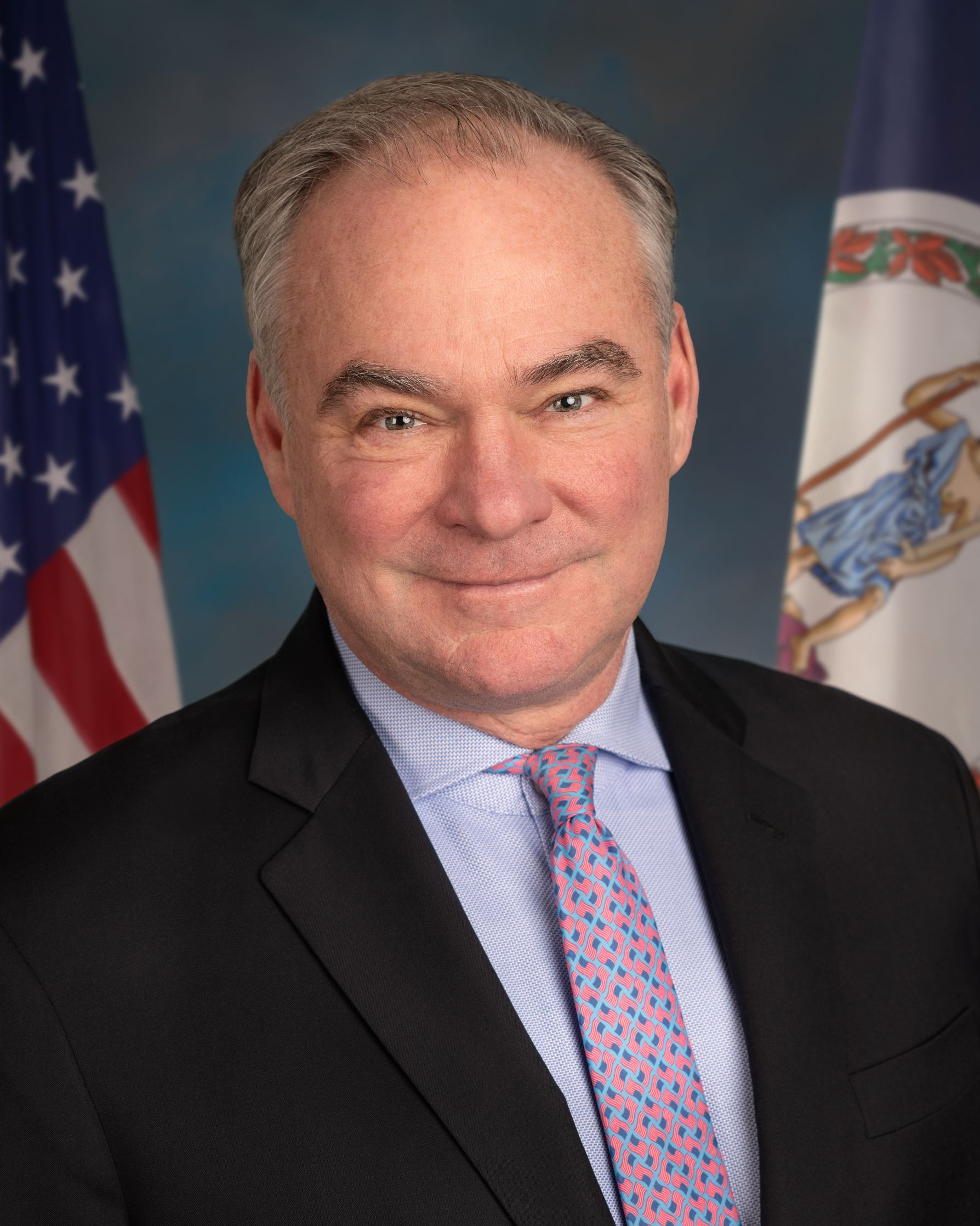
팀 케인

티머시 마이클 "팀" 케인(Timothy Michael "Tim" Kaine, 1958년 2월 26일 ~ )은 미국의 정치인으로 버지니아주 연방 상원의원이다. 민주당 소속으로 2012년 상원 의원에 선출되었으며, 2016년 미국 대통령 선거의 민주당 부통령 후보였다.
미네소타주 세인트폴에서 태어나 캔자스시티 도시권에서 자라났다. 1979년 미주리 대학교에서 경제학 학사 학위를 취득한 후 1983년 하버드 로스쿨에서 법무박사(J.D.) 과정을 졸업했고 버지니아주 변호사 시험에 합격했다. 연방 항소법원 판사의 재판연구관, 로펌 변호사, 로스쿨 교수 등 다양한 법조계 경력을 쌓던 케인은 1994년 버지니아주의 리치먼드 시의회에서 처음으로 선출직으로 나섰다. 1998년 리치먼드 시장 선거에서 당선되었고, 2001년 버지니아주 부지사가 될때까지 시장 역할을 수행했다. 2005년 버지니아 주지사가 되어 2006년부터 2010년까지 주지사를 역임했다.

## 역대 선거 결과
| 선거명      | 직책명                    | 대수  | 정당   | 득표율 | 득표수 (선거인단)    | 결과 | 당락                     |
| ----------- | ------------------------- | ----- | ------ | ------ | -------------------- | ---- | ------------------------ |
| 2001년 선거 | 버지니아 부지사           | 38대  | 민주당 | 50.35% | 925,974표            | 1위  | 버지니아 부지사 당선     |
| 2005년 선거 | 버지니아 주지사           | 70대  | 민주당 | 51.72% | 1,025,942표          | 1위  | 버지니아 주지사 당선     |
| 2012년 선거 | 상원의원 (버지니아 제1부) | 113대 | 민주당 | 52.87% | 2,010,067표          | 1위  | 버지니아주 상원의원 당선 |
| 2016년 선거 | 미국의 부통령             | 48대  | 민주당 | 48.18% | 65,853,514표 (227명) | 2위  | 낙선                     |
| 2018년 선거 | 상원의원 (버지니아 제1부) | 116대 | 민주당 | 57.00% | 1,910,370표          | 1위  | 버지니아주 상원의원 당선 |
| 2024년 선거 | 상원의원 (버지니아 제1부) | 119대 | 민주당 | 54.37% | 2,417,115표          | 1위  | 버지니아주 상원의원 당선 |